# Nasavrky, Tábor
Nasavrky là một làng thuộc huyện Tábor, vùng Jihočeský, Cộng hòa Séc.